# Tyler Johnson (zenész)
Tyler Johnson (?–) amerikai producer és dalszerző, aki Nashville-ben és Los Angeles-ben végzi munkájának nagy részét. Kétszer is jelölték Grammy-díjra.

## Diszkográfia

### Kislemezek
- Give Up On Me (2018)
- You and I (2018)

### Dalszerzőként és producerként
| Év   | Előadó                 | Album                | Dal                                                    | Feladatkör                   |
| ---- | ---------------------- | -------------------- | ------------------------------------------------------ | ---------------------------- |
| 2012 | P!nk                   | The Truth About Love | Just Give Me a Reason (Nate Ruess közreműködésével)    | hangmérnök                   |
| 2012 | Taylor Swift           | Red                  | Holy Ground                                            | hangmérnök                   |
| 2012 | Taylor Swift           | Red                  | The Lucky One                                          | hangmérnök                   |
| 2012 | All American Rejects   | Flatline EP          | Walk Over Me                                           | producer                     |
| 2012 | fun.                   | Some Nights          |                                                        | hangmintázó                  |
| 2013 | Miley Cyrus            | Bangerz              | Maybe You’re Right                                     | szerző                       |
| 2013 | Miley Cyrus            | Bangerz              | My Darlin’ (Future közreműködésével)                   | producer                     |
| 2013 | OneRepublic            | Native               | Can’t Stop                                             | producer, szerző             |
| 2015 | Ed Sheeran             | x                    | Photograph                                             | további producer, hangmérnök |
| 2015 | Cam                    | Untamed              | Burning House                                          | producer, szerző             |
| 2015 | Cam                    | Untamed              | My Mistake                                             | producer, szerző             |
| 2015 | Cam                    | Untamed              | Half Broke Heart                                       | producer, szerző             |
| 2015 | Cam                    | Untamed              | Untamed                                                | producer, szerző             |
| 2015 | Cam                    | Untamed              | Cold In California                                     | producer, szerző             |
| 2015 | Cam                    | Untamed              | Want It All                                            | producer, szerző             |
| 2015 | Cam                    | Untamed              | Hungover On Heartache                                  | producer, szerző             |
| 2015 | Cam                    | Untamed              | Mayday                                                 | producer, szerző             |
| 2015 | Mikky Ekko             | Time                 | Burning Doves                                          | producer                     |
| 2015 | Elle King              | Love Stuff           | Ain’t Gonna Drown                                      | további producer             |
| 2015 | Elle King              | Love Stuff           | Kocaine Karolina                                       | hangmérnök                   |
| 2015 | SonReal                | For The Town EP      | Home                                                   | producer, szerző             |
| 2016 | Keith Urban            | Ripcord              | Gone Tomorrow (Here Today)                             | producer, szerző             |
| 2016 | John Legend            | Darkness and Light   | Love You Anyway                                        | szerző                       |
| 2017 | Harry Styles           | Harry Styles         | Sign of the Times                                      | producer, szerző             |
| 2017 | Harry Styles           | Harry Styles         | Meet Me in the Hallway                                 | producer, szerző             |
| 2017 | Harry Styles           | Harry Styles         | Carolina                                               | producer, szerző             |
| 2017 | Harry Styles           | Harry Styles         | Two Ghosts                                             | producer, szerző             |
| 2017 | Harry Styles           | Harry Styles         | Only Angel                                             | producer, szerző             |
| 2017 | Harry Styles           | Harry Styles         | Kiwi                                                   | producer, szerző             |
| 2017 | Harry Styles           | Harry Styles         | Ever Since New York                                    | producer, szerző             |
| 2017 | Harry Styles           | Harry Styles         | Woman                                                  | producer, szerző             |
| 2017 | Harry Styles           | Harry Styles         | From the Dining Table                                  | producer, szerző             |
| 2017 | Harry Styles           | Harry Styles         | Sweet Creature                                         | co-producer                  |
| 2017 | Sam Smith              | The Thrill of It All | One Last Song                                          | producer, szerző             |
| 2017 | Sam Smith              | The Thrill of It All | Palace                                                 | producer, szerző             |
| 2017 | Cam                    | The Otherside        | Diane                                                  | szerző, producer             |
| 2019 | Maren Morris           | Girl                 | Shade                                                  | szerző                       |
| 2019 | The Head and the Heart | Living Mirage        |                                                        | producer                     |
| 2019 | Diplo                  |                      | So Long (Cam közreműködésével)                         | szerző                       |
| 2019 | Harry Styles           | Fine Line            | Golden                                                 | producer, szerző             |
| 2019 | Harry Styles           | Fine Line            | Watermelon Sugar                                       | producer, szerző             |
| 2019 | Harry Styles           | Fine Line            | Adore You                                              | producer, szerző             |
| 2019 | Harry Styles           | Fine Line            | Lights Up                                              | producer, szerző             |
| 2019 | Harry Styles           | Fine Line            | Cherry                                                 | producer, szerző             |
| 2019 | Harry Styles           | Fine Line            | To Be So Lonely                                        | producer, szerző             |
| 2019 | Harry Styles           | Fine Line            | Fine Line                                              | producer, szerző             |
| 2019 | Harry Styles           | Fine Line            | Falling                                                | producer                     |
| 2019 | Harry Styles           | Fine Line            | She                                                    | producer                     |
| 2019 | Harry Styles           | Fine Line            | Canyon Moon                                            | producer                     |
| 2019 | Meghan Trainor         | The Love Train       | I’m Down                                               | szerző                       |
| 2019 | Meghan Trainor         | The Love Train       | After You                                              | szerző, producer             |
| 2020 | Brett Eldredge         | Sunday Drive         | Where the Heart Is                                     | szerző                       |
| 2020 | Meghan Trainor         | Treat Myself         | Evil Twin                                              | szerző, producer             |
| 2020 | Meghan Trainor         | Treat Myself         | Another Opinion                                        | szerző, producer             |
| 2020 | Toni Braxton           | Spell My Name        | Saturday Night                                         | szerző                       |
| 2020 | Cam                    | The Otherside        | Redwood Tree                                           | szerző, producer             |
| 2020 | Cam                    | The Otherside        | The Otherside                                          | szerző, producer             |
| 2020 | Cam                    | The Otherside        | Forgetting You                                         | szerző, producer             |
| 2020 | Cam                    | The Otherside        | Changes                                                | szerző, producer             |
| 2020 | Cam                    | The Otherside        | Till There’s Nothing Left                              | szerző, producer             |
| 2020 | Cam                    | The Otherside        | Like a Movie                                           | producer                     |
| 2020 | Cam                    | The Otherside        | What Goodbye Means                                     | producer                     |
| 2020 | Cam                    | The Otherside        | Happier For You                                        | producer                     |
| 2020 | Cam                    | The Otherside        | Girl Like Me                                           | producer                     |
| 2020 | LANY                   | Mama’s Boy           | Cowboy in LA                                           | producer                     |
| 2020 | LANY                   | Mama’s Boy           | Heart Won’t Let Me                                     | producer                     |
| 2020 | LANY                   | Mama’s Boy           | If This Is the Last Time                               | producer                     |
| 2020 | LANY                   | Mama’s Boy           | Good Guys                                              | producer                     |
| 2020 | LANY                   | Mama’s Boy           | Nobody Else                                            | producer                     |
| 2020 | Lennon Stella          | Three. Two. One.     | Goodnight                                              | producer                     |
| 2020 | Amy Allen              |                      | What a Time to Be Alive (Pink Sweat$ közreműködésével) | szerző, producer             |
| 2022 | Harry Styles           | Harry’s House        | Music for a Sushi Restaurant                           | szerző, producer             |
| 2022 | Harry Styles           | Harry’s House        | Late Night Talking                                     | szerző, producer             |
| 2022 | Harry Styles           | Harry’s House        | Grapejuice                                             | producer                     |
| 2022 | Harry Styles           | Harry’s House        | As It Was                                              | szerző, producer             |
| 2022 | Harry Styles           | Harry’s House        | Daylight                                               | szerző, producer             |
| 2022 | Harry Styles           | Harry’s House        | Little Freak                                           | producer                     |
| 2022 | Harry Styles           | Harry’s House        | Matilda                                                | szerző, producer             |
| 2022 | Harry Styles           | Harry’s House        | Cinema                                                 | producer                     |
| 2022 | Harry Styles           | Harry’s House        | Daydreaming                                            | szerző, producer             |
| 2022 | Harry Styles           | Harry’s House        | Keep Driving                                           | szerző, producer             |
| 2022 | Harry Styles           | Harry’s House        | Satellite                                              | szerző, producer             |
| 2022 | Harry Styles           | Harry’s House        | Boyfriends                                             | szerző, producer             |
| 2022 | Harry Styles           | Harry’s House        | Love of My Life                                        | szerző, producer             |

## Díjak és jelölések
| Év   | Díjátadó        | Díj                                  | Projekt              | Eredmény |
| ---- | --------------- | ------------------------------------ | -------------------- | -------- |
| 2014 | 56. Grammy-gála | Az év albuma                         | Taylor Swift, Red    | Jelölve  |
| 2015 | 57. Grammy-gála | Az év albuma                         | Ed Sheeran, x        | Jelölve  |
| 2016 | CMA Awards      | Az év dala                           | Cam, Burning House   | Jelölve  |
| 2016 | CMA Awards      | Az év albuma                         | Keith Urban, Ripcord | Jelölve  |
| 2016 | ACM Awards      | Az év dala                           | Cam, Burning House   | Jelölve  |
| 2016 | ACM Awards      | Az év kislemez-felvétele             | Cam, Burning House   | Jelölve  |
| 2016 | NSAI Awards     | Dalok, amiket bárcsak én írtam volna | Cam, Burning House   | Elnyerte |
| 2017 | ACM Awards      | Az év albuma                         | Keith Urban, Ripcord | Jelölve  |